# ライヴ (ジョニー・ウィンター・アンドのアルバム)
『ライヴ』（原題：Live Johnny Winter and）は、アメリカ合衆国のブルース・ミュージシャン、ジョニー・ウィンター率いるジョニー・ウィンター・アンドが1971年に発表したライブ・アルバム。

## 解説
スタジオ・アルバム『ジョニー・ウィンター・アンド』（1970年）にも参加したリック・デリンジャーとランディ・ジョー・ホブスに加えて、後にキャプテン・ビヨンドに加入するボビー・コールドウェルを迎えた編成で行われたライブを収録している。録音年月日は記載されていないが、フィルモア・イースト公演と、フロリダ州ダニアのPirate's Worldでの公演の音源を使用している。
2011年に日本で発売された紙ジャケット仕様のリマスターCDには、1970年10月3日のフィルモア・イースト公演におけるライブ音源2曲がボーナス・トラックとして追加された。

## 収録曲
1. グッド・モーニング・リトル・スクール・ガール - "Good Morning Little School Girl" (Sonny Boy Williamson I) - 4:37
2. イッツ・マイ・オウン・フォールト - "It's My Own Fault" (B.B. King, Jules Taub) - 11:54
3. ジャンピン・ジャック・フラッシュ - "Jumpin' Jack Flash" (Mick Jagger, Keith Richards) - 4:26
4. ロックン・ロール・メドレー - "Rock And Roll Medley" - 6:46
  1. 火の玉ロック- "Great Balls Of Fire" (Otis Blackwell, Jack Hammer)
  2. のっぽのサリー - "Long Tall Sally" (Little Richard, Robert Blackwell, Enotris Johnson)
  3. ホール・ロッタ・シェイキン・ゴーイン・オン - "Whole Lotta Shakin' Goin' On" (Dave Williams, James Faye Hall)
5. ミーン・タウン・ブルース - "Mean Town Blues" (Johnny Winter) - 8:59
6. ジョニー・B・グッド - "Johnny B. Goode" (Chuck Berry) - 3:24

### リマスターCDボーナス・トラック
1. イッツ・マイ・オウン・フォールト - "It's My Own Fault" (B.B. King, J. Taub) - 22:24
2. ローリン・アンド・タンブリン - "Rollin' and Tumblin'" - 4:14

## 参加ミュージシャン
- ジョニー・ウィンター - ボーカル、ギター
- リック・デリンジャー - ボーカル、ギター
- ランディ・ジョー・ホブス - ベース
- ボビー・コールドウェル - ドラムス、パーカッション